# Eleccions legislatives gregues de juny de 2023
Les Eleccions legislatives gregues de juny de 2023 es van celebrar el 25 de juny de 2023 per escollir els 300 membres del Parlament Hel·lènic.

## Antecedents
Les eleccions es van celebrar de manera anticipada per decisió del primer ministre Kiriakos Mitsotakis, després que les eleccions del maig no otorguessin la majoria a cap formació política, malgrat els avenços de Nova Democràcia (ND). A diferència de les anteriors, les de juny recuperaren el sistema de bonificació a la majoria per facilitar la victòria d'una formació.

## Sistema electoral
Tots els votants estan obligats a votar, sent el registre automàtic i la votació obligatòria. No obstant això, cap de les sancions o sancions legalment vigents s'han aplicat mai.
Es distribueixen 250 escons sobre la base de la representació proporcional, amb un llindar del 3% requerit per a l'entrada al Parlament. 12 escons cobreixen tot el país i s'elegen en funció dels vots nacionals dels partits, i 238 diputats en 56 circumscripcions. Els vots en blanc i no vàlids, així com els vots emesos per als partits que no superin el llindar del 3%, són ignorats per a l'assignació de escons. Es concedeixen 50 escons addicionals com a bonificació a la majoria al partit que guanya una majoria simples, amb coalicions en aquest sentit que no es compten com a partit global, sinó que tenen els seus vots comptats per a cada partit de la coalició, d'acord amb la llei electoral. La majoria parlamentària s'aconsegueix per un partit o coalició de partits que ocupen almenys la meitat més un (151 de 300) dels escons totals.

## Resultats
|                            | Nova Democràcia (ND)                                           | 2.115.322 | 40,56  | 158 / 300 | 12  |
|                            | Coalició de l'Esquerra Radical (SÍRIZA)                        | 930.013   | 17,83  | 47 / 300  | 24  |
|                            | PASOK - Moviment pel Canvi (PASOK)                             | 617.487   | 11,84  | 32 / 300  | 9   |
|                            | Partit Comunista de Grècia (KKE)                               | 401.224   | 7,69   | 21 / 300  | 5   |
|                            | Espartans                                                      | 243.922   | 4,68   | 12 / 300  | Nou |
|                            | Solució Grega (EL)                                             | 231.491   | 4,44   | 12 / 300  | 4   |
|                            | Moviment Patriòtic Democràtic – Victòria (NIKI)                | 193.124   | 3,70   | 10 / 300  | 10  |
|                            | Curs de Llibertat (PE)                                         | 165.523   | 3,17   | 8 / 300   | 8   |
|                            | Front Europeu de la Desobediència Realista (MeRA25)            | 130.378   | 2,50   | 0         |     |
|                            | Força Patriòtica (PD)                                          | 25.858    | 0,50   | 0         | Nou |
|                            | Veu de la Raó                                                  | 22.347    | 0,50   | 0         | Nou |
|                            | Verds Ecologistes - Unitat Verda (PE)                          | 21.188    | 0,41   | 0         |     |
|                            | Moviment EY                                                    | 17.181    | 0,33   | 0         | Nou |
|                            | Front de l'Esquerra Anticapitalista Grega (ANTARSYA)           | 15.887    | 0,30   | 0         |     |
|                            | Verd i violeta                                                 | 15.725    | 0,30   | 0         | Nou |
|                            | Alè de Democràcia (AD)                                         | 14.781    | 0,28   | 0         |     |
|                            | Unió de Centristes (EK)                                        | 14.286    | 0,27   | 0         |     |
|                            | Moviment dels Pobres (KF)                                      | 13.652    | 0,26   | 0         |     |
|                            | Partit Comunista de Grècia (marxista-leninista) (KKE-ML)       | 9.420     | 0,18   | 0         |     |
|                            | Assemblea de Grecs (ES)                                        | 6.408     | 0,12   | 0         |     |
|                            | Partit Comunista Marxista-Leninista de Grècia (M-L KKE)        | 4.250     | 0,08   | 0         |     |
|                            | Front Nacional (EM)                                            | 2.965     | 0,06   | 0         |     |
|                            | Organització de Comunistes Internacionalistes de Grècia (OKDE) | 1.374     | 0,03   | 0         |     |
|                            | Organització per la Reconstrucció del KKE (ΟΑΚΚΕ)              | 1.104     | 0,02   | 0         |     |
|                            | Visió del Renaixement de Grècia                                | 132       | 0,00   | 0         | Nou |
|                            | Moviment Panathinaikos (Panki)                                 | 122       | 0,00   | 0         |     |
|                            | Hel·lenisme digital en el seu conjunt                          | 23        | 0,00   | 0         |     |
|                            | Partit Popular Europeu                                         | 17        | 0,00   | 0         |     |
|                            | Partit Republicà de Grècia – TRAMP                             | 3         | 0,00   | 0         |     |
|                            | Ecologistes Grecs                                              | 0         | 0,00   | 0         |     |
|                            | Independents                                                   | 0         | 0,00   | 0         | =   |
|                            |                                                                |           |        |           |     |
| Vots válids                | Vots válids                                                    | 5.215.207 | 98,89  |           |     |
| Vots en blanc              | Vots en blanc                                                  | 26.273    | 0,50   |           |     |
| Vots nuls                  | Vots nuls                                                      | 32.219    | 0,61   |           |     |
| Total                      | Total                                                          | 5.273.699 | 100,00 | 300       | =   |
| Registrats / Participació  | Registrats / Participació                                      | 9.813.595 | 53,74  | 7,2       | 7,2 |
| Font: Ministeri d'Interior |                                                                |           |        |           |     |

## Conseqüències
Nova Democràcia va obtenir el 41% dels vots, cosa que li va permetre obtenir 50 escons addicionals i una posició molt més estable per formar un nou govern amb majoria absoluta encapçalat per Kiriakos Mitsotakis. En canvi, Coalició de l'Esquerra Radical (Syriza) va obtenir gairebé el 18% dels vots i 47 diputats, el seu pitjor resultat d'ençà 2012, quan va iniciar el seu meteòric ascens trencant l'escenari polític grec. Així, se'n va beneficiar el Moviment Socialista Panhel·lènic (PASOK), que malgrat reduir suports s'aproparia encara més a recuperar la segona posició (de 30 escons de diferència a 15), com el nou partit Curs de Llibertat, que ja a les darreres eleccions es va quedar a les portes del llindar del 3%. Com ells, entrarien els partits d'extrema dreta Espartans i Victòria, que sumarien, conjuntament amb Solució Grega, 34 escons en el Parlament.